# Regiments
Regiments est un jeu vidéo de tactique en temps réel, développé par Bird's Eye Games et édité par MicroProse, sorti le 16 août 2022 sur Microsoft Windows.

## Trame
Durant l'été 1989, des éléments de la Nationale Volksarmee se mutinent, leur objectif étant de créer un État qui serait réellement indépendant de la tutelle soviétique et occidentale. Soviétiques comme occidentaux sont pris au dépourvus et soupçonnent l'autre camp d'être à l'origine du mouvement. L'escalade ne peut être contenue diplomatiquement et une guerre de haute intensité éclate entre les forces de l'OTAN et le Pacte de Varsovie.

## Système de jeu
Regiments repose sur une base de jeu de stratégie en temps réel. Chaque partie comporte deux phases : une préparation de la mission et l'exécution des opérations sur le terrain. 
Au début d'une campagne le joueur sélectionne son camp et un bataillon de base. Ensuite, il est possible d'ajouter jusqu'à trois groupements tactiques pour renforcer l'unité de base choisie. Chaque groupement tactique est spécialisé dans un rôle bien précis (chars, infanterie mécanisée, artillerie, ravitaillement, etc.) et complète le bataillon. Toute unité coûte des points de déploiements, sachant qu'il est aussi nécessaire de recompléter les unités qui ont subi des pertes après une bataille. Le joueur engrange également des points au cours des combats en fonction de ses performances. Il peut les dépenser afin d'améliorer ses unités : augmenter ses effectifs, disposer de nouveaux équipements ou faire appel à un appui tactique (tir de barrage, intervention de l'aviation, etc.).
Avant le début de chaque bataille, le joueur doit sélectionner un élément aléatoire qui affectera la prochaine partie, comme par exemple une durée plus longue (ou plus courte) de la partie, des appuis supplémentaires ou en moins, un temps de déploiement des unités sur le terrain plus long, davantage ou moins d'appuis tactiques, etc. 
Sur le champ de bataille, le joueur commence par déployer ses unités en fonction des points de déploiement disponibles. Une fois la bataille démarrée, différents objectifs doivent être remplis pour remporter la victoire : s'emparer de points de contrôle, détruire des unités adverses, défendre une position, etc.
Au cours de la partie, le joueur gagne également des points d'appui qui lui permettent d'appeler ponctuellement un appui tactique. Regiments laisse au joueur la possibilité de mettre en pause en appuyant sur une touche afin qu'il donne des instructions à ses unités.     

## Commercialisation
Regiments est sorti le 16 août 2022 sur ordinateur (Microsoft Windows) et distribué depuis la plateforme Steam, puis sur GOG.
Le 16 août 2024, l'extension Winds of Change est disponible. Le contenu propose une nouvelle campagne dont les missions sont générées de manière procédurale, de nouvelles unités issues des armées françaises, belges, canadiennes et tchécoslovaques et l’apparition des troupes héliportées.